# Août 1962

## Événements
- 1er août , Europe : entrée en vigueur de la politique agricole commune (PAC).
- 3 août ,  Algérie : Ahmed Ben Bella est accueilli triomphalement à Alger où il s’établit avec le bureau politique du FLN.
- 4 - 11 aout : le 47e congrès mondial d’espéranto a lieu à Copenhague.
- 5 août :
  - Afrique du Sud : arrestation de Nelson Mandela par le gouvernement sud-africain.
  - États-Unis : Marilyn Monroe (° 1926) meurt de manière tragique et suspecte, trois jours avant son mariage avec Joe DiMaggio.
  - Formule 1 : Grand Prix automobile d'Allemagne.
- 6 août :
  - Cambodge : Chau Sen Cocsal est nommé Premier ministre.
  - Jamaïque : la Jamaïque quitte la Fédération des Antilles britanniques et se proclame indépendante.
- 14 août, France, Italie : jonction des équipes de forage françaises et italiennes du tunnel du Mont-Blanc.
- 15 août, Indonésie : accord sur l’Irian : l’ONU est chargée d’administrer le territoire jusqu’au 1er mai 1963, date à laquelle l’Indonésie le prendra en charge

- 16 août :
  - Algérie : l'Algérie rejoint la Ligue arabe.
  - France : rétablissement des relations diplomatiques entre la France et la Tunisie.
  - Inde : restitution officielle par la France à l’Union indienne des anciennes possessions de Pondichéry, Chandernagor, Yanaon, Karikal et Mahé.
- 17 août, Allemagne : un jeune homme de 18 ans, Peter Fechter est tué par un garde frontière est-allemand en tentant de franchir le  mur de Berlin.
- 22 août, France : attentat manqué de l’OAS au rond-point du Petit Clamart contre le Général de Gaulle.
- 31 août : indépendance de Trinité-et-Tobago.

## Naissances
- 1er août : Mac Lesggy, ingénieur agronome, animateur et producteur de télévision français.
- 4 août : Jim Hagedorn, homme politique américain († 17 février 2022).
- 5 août : Emmanuel Chain, journaliste, producteur de télévision et animateur français.
- 6 août :
  - Gregory Chamitoff, astronaute américain
  - Marc Lavoine, chanteur français.
  - Michelle Yeoh (Yeoh Choo Kheng) actrice malaisienne.
- 7 août : Bruno Pelletier, chanteur québécois.
- 8 août : Emmanuel Patron, acteur français.
- 10 août : Suzanne Collins, écrivaine américaine de science-fiction.
- 13 août : Manuel Valls, homme politique français.
- 19 août :  
  - Patrick Dell'Isola, acteur français († 22 octobre 2022).
  - Michael J. Massimino, astronaute américain.
- 20 août : Fathi Bachagha, homme politique et militaire libyen.
- 23 août : Martin Cauchon, homme politique fédéral provenant du Québec.
- 24 août :  Mary Weber, astronaute américaine.
- 25 août : 
  - Taslima Nasreen, écrivaine bangladaise.
  - Inés Arteta, écrivaine et professeur à l'université del Salvador.
- 26 août : Jérôme Revon, photographe, réalisateur et producteur français.
- 27 août : 
  - Adam Oates, joueur professionnel de hockey.
  - Robert Xowie, Homme politique neo-calédonien.
- 28 août :
  - David Fincher, réalisateur et producteur américain.
  - Melissa Rosenberg, scénariste américaine.
- 29 août :  Armand Eloi, acteur et metteur en scène belge.
- 31 août : Nicolas Brouwet, évêque catholique français, évêque de Nîmes

## Décès
- 4 août : Marilyn Monroe actrice américaine (° 1926).
- 9 août :  Hermann Hesse, écrivain, suisse (° 1877).
- 20 août : Joseph-Arsène Bonnier, homme politique fédéral provenant du Québec.
- 26 août : Vilhjalmur Stefansson, ethnologue et explorateur de l'Arctique.